# ヨハン・シュターデン
ヨハン・シュターデン（Johann Staden 1581年7月2日 受洗 - 1634年11月15日）は、ドイツのオルガニスト、作曲家。いわゆるニュルンベルク楽派の創始者としてよく知られている。

## 生涯
シュターデンはハンス・シュターデンとエリザベート・レーベレの間に生まれた。彼の正確な誕生日は分かっていない。1581年のニュルンベルクで生まれたと考えられており、記録には1581年7月にヨハネス・シュターン（Johannes Starnn）なる人物が洗礼を受けたとある。18歳にして既に非常に有名となっていたシュターデンは町の教会のひとつでオルガニストを務めていた。1604年までにはバイロイトの宮廷にオルガニストとして雇われており、この年に結婚している。シュターデンは1605年にクルムバッハへと移された宮廷に1610年まで留まり、『Neue teutsche Lieder』（1606年）や『Neue teutsche geistliche Gesäng』（1608年）などの世俗的歌曲集を出版した。おそらく1610年にバイロイトに赴いたと考えられ、翌1611年までにニュルンベルクに戻るとそこで彼の娘が洗礼を受けた。
1612年6月、再びニュルンベルクを後にしたシュターデンは、ドレスデンに入りハンス・レーオ・ハスラーの後任として宮廷オルガニストに就任した。これを1614年から1615年頃まで務めた後、1616年6月20日にニュルンベルクのシュピタル教会のオルガニストとなったが、同年内にカスパー・ハスラーの跡を継ぐ形でローレンツ教会へと移った。ついに1618年にはニュルンベルクで最も栄えある音楽職であった、聖ゼーバルト教会（英語版）のオルガニストに任用される。シュターデンは1634年に没するまでこの職に留まった。

## 作品と影響
シュターデンの作品は多くが印刷された作品集の形で遺されている。最初の出版作品は世俗的歌曲集『Neue teutsche Lieder』（1606年）と同名の『Neue teutsche Lieder』（1609年）、『Venus Kräntzlein』（1610年）である。楽曲は簡素なリズムを特徴としており、和声的にも単純で対位法的手法は使われていてもごく僅かである。同じく複数の曲集を出版した宗教的歌曲についても同じことが言える。他の宗教的楽曲には強く興味を引くものがある。1616年の『Harmoniae sacrae』にはドイツでは最初期に位置づけられる宗教的コンチェルトが収録されており、オブリガート風の通奏低音、独立した器楽伴奏、ニュルンベルク伝統のソロコンチェルトといった概念が導入されている。これらの特徴は他の宗教的合唱音楽集にも見受けられる。しかしながら、基礎となる様式はモテットのままとなっている。シュターデンの器楽曲は約200作品あり、様々な舞踏の形式を取り入れているだけでなく、ドイツで最初の器楽ソナタも書かれている。こうした作品は『Nuremberg Musikkränzlein』と称する演奏家グループのために作曲されたのではないかと思われる。
シュターデンは教育者として高い名声を得ていた。彼がニュルンベルクの伝統を生み出すのに果たした役割は大きく、弟子のヨハン・エラスムス・キンダーマンがその伝統をゲオルク・カスパー・ヴェッカー、ハインリヒ・シュヴェンマーを通してヨハン・パッヘルベルへと伝達したのである。シュターデンの門下には他に彼の3人の息子（ヨハン、アダム、ジークムント）や、知られていないニュルンベルクの作曲家たちがいた。シュターデンは若い音楽家を指導することでいわゆるニュルンベルク楽派を確立しただけでなく、1620年代から1630年代にはニュルンベルクの町に捧げられた新曲の評価をする仕事も行っていた。ザムエル・シャイトの『Geistliche Concerten』（1634年）もそうした中のひとつであった。

### 作品一覧
| - Harmoniae Sacrae - Neue deutsche Lieder nach Art der Villanellen - Neue deutsche Lieder samt etlichen Galliarden - Neue teutsche geistliche Gesäng - Venuskränzlein 1610年にクリスティアン辺境伯へ献呈 | - Hauß-Music - Hertzens-trosts-Musica - Geistlicher Music-Klang - Davids-Harpfe - Trauerlied zum Tode （1632年） スウェーデン王グスタフ2世アドルフの死に際して |